# Столповских, Владимир Васильевич
Владимир Васильевич Столповских (род. 2 марта 1948, Сулюкта, Киргизская ССР) — хоровой дирижёр, руководитель Хора Ленинградского радио и телевидения — Концертного хора Михайловского театра (1986—2007), главный хормейстер Михайловского театра Санкт-Петербурга (2007—2023). Заслуженный артист Российской Федерации (2005).

## Биография
Родился в городе Сулюкта в Киргизии. Учился в Новосибирском музыкальном училище. Окончил Новосибирскую консерваторию, в 1974 году экстерном, по специальности «хоровое дирижирование», класс Б. С. Певзнера.
С 16 лет работал учителем музыки в школе-интернате № 108 Новосибирска. После срочной службы в армии преподавал хоровые дисциплины в Новосибирском музыкальном училище.
В 1977 совместно с женой Людмилой организовал детскую хоровую студию «Балтика» в г. Сосновый Бор. Хор «Балтика» успешно участвовал в фестивалях и конкурсах и выступал в разных городах СССР.
В 1986 по рекомендации хормейстера, Народного артиста СССР В. Г. Соколова, назначен художественным руководителем и главным дирижёром Хора Ленинградского радио и телевидения. Параллельно с работой в хоре в 1989—1991 годах руководил хором мальчиков и юношей Хорового училища имени М. И. Глинки. Под руководством Столповских хор мальчиков завоевал Гран-при (лучший хор и лучший дирижёр) на хоровом конкурсе в Линденхольцхаузене (Германия).
В ходе преобразований Ленинградского радио и телевидения в ВГТРК «Санкт-Петербург 5-й канал» в 1998 году Хор радио и телевидения перешёл в Театр оперы и балета имени М. П. Мусоргского в качестве Концертного хора. Под руководством Столповских Концертный хор стал первым в России исполнителем кантаты В. А. Моцарта «Кающийся Давид» и оперы Р. Шумана «Геновева». В 2007 году Концертный хор объединён с хором Михайловского театра, Столповских стал его художественным руководителем и главным дирижёром — главным хормейстером театра. Помимо участия в оперных спектаклях, хор под управлением Столповских продолжал самостоятельную концертную деятельность в России и за рубежом и осуществлял студийные записи.

## Педагогическая деятельность
В 1987—1990 преподавал хоровые дисциплины в Ленинградском институте культуры имени Н. К Крупской. С 2004 года доцент кафедры хорового дирижирования в Российском педагогическом университете имени А. И. Герцена в Санкт-Петербурге.

## Награды и премии
- Заслуженный артист Российской Федерации (2005)
- Лауреат премии Правительства Санкт-Петербурга в области культуры и искусства — за создание оперного спектакля «Летучий голландец» на музыку Р. Вагнера (2013)[7]